# Jello Belt

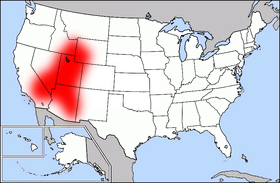
Aşa numita The Jello Belt, indicată în roşu.

Jello Belt, în română, într-o traducere aproximativă, Centura Gelatinei, este un termen comun al englezei americane care se referă la acele părți ale Vestului Statelor Unite ale Americii cu largi populații de mormoni (care ar trebui corect numiți Latter-day Saints). În literatura academică, zona este numită în mod obișnuit "Regiunea culturii mormone ([the] "Mormon culture region") sau "Coridorul mormon" ([the] "Mormon corridor").
Jello Belt se referă în general la o zonă delimitată grosso-modo de statul Utah. În realitate, Jello Belt se extinde la nord către vestul statului Wyoming și estul statului Idaho cuprinzând și zona Parcului național Yellowstone. Înspre sud, Jello Belt se extinde atingând San Bernardino, California și Mesa, Arizona, parte a Phoenix-ului Metropolitan. În Arizona, această Jello Belt se extinde de-a lungul întregii părți estice și sudice a statului, până aproape de granița cu Mexic, atingând ușor porțiuni vestive ale statului New Mexico. Partea extrem estică a statului Nevada este limita vestică a acestei centuri. 
Numele "Jello Belt" se referă cu precădere la presupusa afecțiunea pe care ar avea-o mormonii față de Jell-O (un anumit gen de mâncare ușoară, un fel de gustare, bazată pe gelatină), în special dacă este servită împănată cu morcovi sau cu fructe conservate. Pentru motive necunoscute, Jell-O verde, cu aromă de lime (o varietate de lămâie, mai acră, care rămâne și coaptă tot verde), este cel mai stereotipic dintre toate aceste varietăți de mâncare în caracterizarea mormonilor. Un motiv suplimentar menit a sprijini această situație este includerea oficială a mâncărurilor de tip Jell-O pe lista oficială de mâncăruri a statelor Statelor Unite, la categoria gustări a statului Utah. 

## Example de utilizare (în limba engleză)
- Washington Post
- Un film despre Sfinții Zilelor din Urmă